# Rhodophthitus arichannaria
Rhodophthitus arichannaria är en fjärilsart som beskrevs av Fletcher 1978. Rhodophthitus arichannaria ingår i släktet Rhodophthitus och familjen mätare. Inga underarter finns listade.